# Битва при Моллахасане
Битва при Моллахасане — битва, состоявшаяся 28 ноября 1578 года в ходе османо-сефевидской войны 1578—1590 годов в местечке Молла Хасан на берегу реки Агсу в Ширване. Армия Сефевидов под командованием наследного принца Хамзы-Мирзы разгромила войско союзника османов, крымского хана, под командованием калги Адиль-Герая. Сам Адиль-Герай был взят в плен.

## Предыстория
К середине осени 1578 года османская армия заняла Тбилиси и захватила Ширван.  Бейлербеем  Ширвана с рангом визиря и званием сардара был назначен Оздемироглу Осман-паша, отец которого был черкесом. Должность бейлербея Ширвана была опасной ввиду того, что основная часть османской армии уходила на зимовку в Эрзурум, и задача защиты османских завоеваний в Закавказье ложилась на плечи бейлербея Ширвана, располагавшего весьма ограниченными силами. Чтобы укрепиться в Ширване, Осман-паша должен был либо покорить, либо победить Арас-хана Румлу, который ранее управлял этим регионом. Арас-хан успел покинуть Шемаху до прихода османской армии и выжидал на другом берегу Куры. Для начала активных действий Осман-паша дожидался прибытия войска крымского хана, которое играло роль маневренной конницы в османской армии. Но о скором прибытии татар было известно и сефевидам, поэтому навстречу татарам было отправлено войско из 12 тысяч всадников, во главе которого номинально стоял сын шаха Мухаммада Худабенде, Хамза-Мирза (малолетний по словам Печеви, 8-летний по словам Рахимизаде). Осман-паша планировал напасть на Арас-хана с двух сторон одновременно, однако тот неожиданно атаковал первым до прихода татар и окружил город. Арас-хан поторопился, поскольку знал о приближении основной армии с Хамзой Мирзой и его матерью Махди Ульей. Эмиры Ширвана опасались недовольства шаха за то, что оставили Ширван без боя.
Сражение за Шемаху началось 9 ноября 1578 года и длилось несколько дней. Утром третьего дня на помощь османам пришёл брат крымского хана Адиль Герай во главе 15 тысяч татарских всадников, это решило исход битвы и сефевиды были разгромлены. Арас-хан и его сын были взяты в плен мирахуром Адиль Герая и казнены. Потери с обеих сторон были огромны.

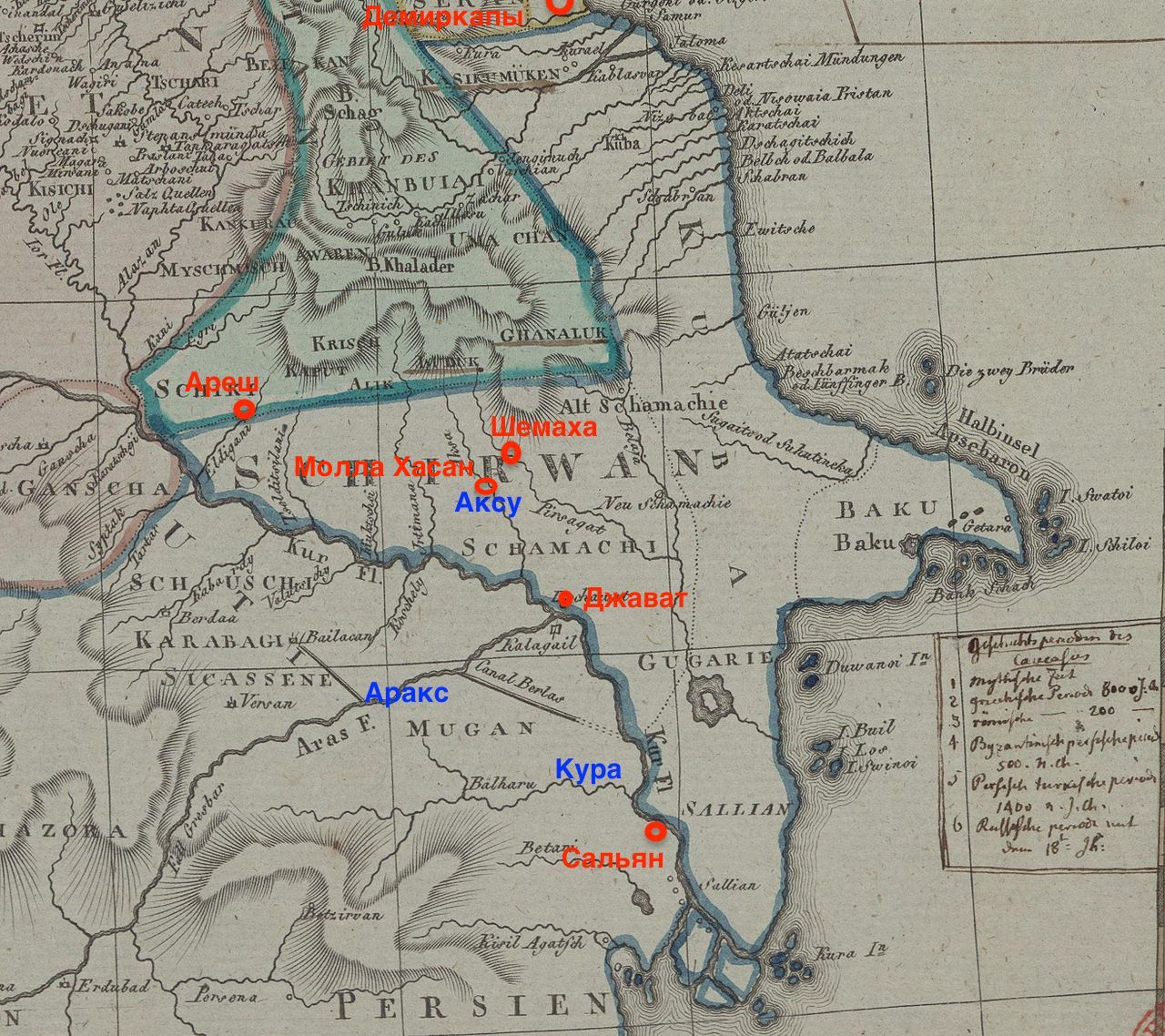

## Набег на лагерь Арас-хана
Осман-паша наградил татар и устроил для них трёхдневный пир, но Адилю награда показалась недостаточной, или же он просто не прочь был пограбить. Адиль Герай и назначенный санджакбеем Ареша Пияле-бей решили напасть на лагерь Арас-хана. Узнав от уцелевших в битве и бежавших кызылбашей о том, что орда татар направилась в сторону лагеря, Хамза Мирза приказал эмирам поспешить к лагерю, охранять его и организовать патрулирование вдоль реки. Талышские эмиры стерегли мост в Джаваде (слияние Араса и Куры) для прохода отступавших от Шемахи кызылбашских воинов. Во время патрулирования берегов реки они получили известие о приближении Адиль Герая. Эмиры тут же перекрыли мост, но татарская конница бросилась в воду, переплыла реку и дала им бой.
В это время сефевидским эмирам стало известно, что ещё один отряд противника пересёк реку в другом месте и напал на их тылы. В беспорядке они отступили в лагерь, что вызвало панику. Находившиеся в лагере не успели бежать, когда на них напали татары. Захватив женщин и детей, разграбив запасы, Адиль Герай в тот же день удалился через реку со своей добычей и вернулся в Ширван. Все историки отмечали, что татары внезапно напали на лагерь и захватили огромное число трофеев. «Были захвачены казна Эреш-хана, 70 его красавиц-дочерей и жён и около 50 его красивых наложниц, там же был схвачен его малолетний сын». Современники событий (Ибрагим Рахимизаде, Мустафа Али Гелиболулу и Дал Мехмед Асафи) осудили нападение и грабёж, поскольку они произошли в месяц рамадан. Печеви утверждал, что татары предприняли набег на лагерь не по своей инициативе, разорить лагерь Арас-хана по словам историка татар послал Осман-паша.

## Битва
Сефевиды собрали армию, во главе которой стал наследник престола Хамза-Мирза, а фактически командовал визирь шаха Мухаммада Худабенде Мирза Салман. По словам Орудж-бека это была та же армия, которая взяла Ареш. По оценкам османских источников, численность армии противника составляла от 50 до 100 тысяч человек. Мирза Салман пересёк Куру, 26 ноября 1578 года он подошёл к Шемахе и три дня осаждал город. Осман-паша отправил Адилю Гераю письмо, прося бросить добычу и прибыть в Шемаху, но оно было перехвачено, и Мирза Салман принял решение отправиться навстречу татарам. Оставив часть войск для продолжения осады, Мирза Салман во главе 20-тысячной армии вместе с эмирами, среди которых были Мохаммед-хан Туркман, Мохаммед-хан Устаджлу, внук Дурмиш-хана Шамлу, Шараф ад-Дин Теккелу, Имамкули-хан Каджар и другие, отправился навстречу татарам. Адиль Герай двинулся к Шемахе и 28 ноября 1578 года возле реки Агсу у местечка Моллахасан столкнулся с Мирзой Салманом.

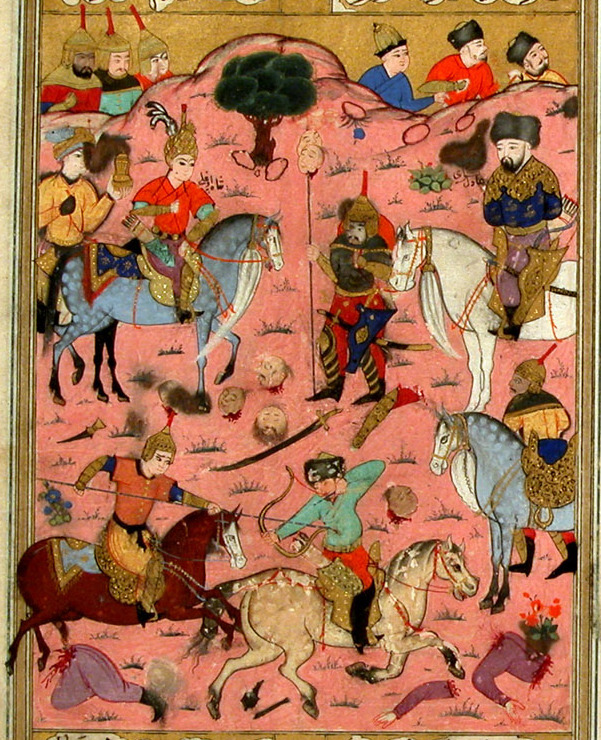
Адиль Герай сдаётся в плен Хамза-Мирзе

По словам Орудж-бека и Шараф-хана, Мирза Салман напал на Адиля Герая на стоянке. Адиль был неосторожен, неудачно выбрал место лагеря и не выставил часовых. Всего у Адиля Герая было двенадцать тысяч татар и четыре-пять тысяч лезгин. Но татарское войско разбрелось, каждый тащил и охранял свою добычу, и при Адиль Герае осталось лишь около 2 тысяч охранников. Татарский царевич беспечно предавался увеселениям и развлечениям и, по словам Рахимизаде «ослеплённый красотой своих пленниц», не сумел организовать отпор в начавшейся битве.
Первыми атаковали татар передовые части сефевидского войска под командованием Хамзы-хана Устаджлу.
Описания битвы разнятся. По словам Искандера Мунши и Шараф-хана татары мужественно сопротивлялись, битва длилась весь день, тогда как согласно Орудж-беку сефевиды действовали быстро, и когда татары опомнились от нападения, более половины их было перебито, а Адиль Герай уже взят в плен. По словам Ибрагима Печеви: «Льющийся с небес нескончаемый дождь не дал им возможности действовать руками и ногами и вражеские массы окружили их со всех сторон». Также причиной поражения татар историки называют их надменность и беспечность.
Адиль Герай сам «словно разъярённый лев бросился в бой» по словам Ибрагима Рахимизаде. Сефевидский воин по имени Баба Калифа Данкаралу сбросил татарского лидера ударом копья с коня и хотел убить, но Адиль Герай назвал своё имя и был пленён. Оставшись без предводителя, татары побежали и многие из них были убиты. Лезгинам и ширванцам, знакомым с местностью, удалось скрыться. Когда победители увидели богатую добычу, они отказались от погони за татарами. Почти всё, что захватили татары в лагере Арас-хана, оказалось в руках победителей при Моллахасане. В плен попало около 30 знатных татар и 2 тысячи простых воинов. Османский санджак-бей Ареша, Пияле-бей, тоже попал в плен.

## После битвы
Османские войска находились в подавленном состоянии. Осман-паша скрыл известие о поражении татар и объявил об их победе. Чтобы придать достоверности рассказу, он велел стрелять из пушек, но правда открылась и солдаты начали массово дезертировать.
Кызылбашское войско из Шемахи направилось в Ареш. После убийства османских командиров и сожжения Арешской крепости сефевидское войско возвратилось в Карабах. Большая часть Ширвана оказалась под контролем сефевидов. Однако закрепить свои успехи им не удалось.

## Комментарии
1. ↑  
  - Шараф-хан писал, что они намеревались перейти «Куру с намерением разграбить лагерь [Арас-хана], что находился в сторону Муган[ской степи]»[18].
  - По  словам Искандера Мунши Адиль Герай собирался перейти Куру и напасть на лагерь кызылбашей[19].
  - Рахимизаде писал: «татарское войско, охотящееся за врагом, отправилось в сторону Сальян, чтобы захватить имущество и семью  Арас-хана, оставленные им на берегу Куры»[20].
  - Иногда целью Адиля Герая называют  дворец Арас-хана в Сальяне на острове посреди Куры[15][21]
2. ↑  
  - Ибрагим Печеви, писавший полвека спустя, не указывал место битвы. По его словам шедшие на Ширван сефевиды направились в сторону Карабаха и Мугана, а затем на Демиркапы. Где-то на этом маршруте произошла встреча с татарами[25].
  - Согласно Орудж-беку, принимавшему участие в войне и находившемуся в непосредственном окружении Хамза-Мирзы, сефевидский принц оставил в Ареше мать и двинулся в сторону Шемахи, на его пути был лагерь Адиля Герая[26].
  - Шараф-хан Бидлиси, до декабря 1578 года воевавший в сефевидском войске, сообщал, что Мирза Салман наткнулся на Алиль Герая «в местечке Аксу, относящемся к Шемахе»[14].
  - Искандер Мунши, с начала 1587 года служивший секретарём у шаха Аббаса I, сообщил, что битва состоялась в деревне Молла Хасан[19].